# سیارک ۲۱۰۸۲
سیارک ۲۱۰۸۲ (به انگلیسی: 21082 Araimasaru، نامگذاری:1991TG2) بیست و یک هزار و هشتاد و دومین سیارک کشف شده‌است که در ۱۳ اکتبر ۱۹۹۱ کشف شد.
قدر مطلق سیارک برابر ۱۷.۰ است.